# Julia Salazar
Pour les articles homonymes, voir Salazar.
Julia Salazar est une femme politique et militante américaine née le 30 décembre 1990. Elle est sénatrice de l'État de New York dans le 18e district, qui couvre une grande partie du Nord de Brooklyn. Elle remporte le siège en tant que première candidate après avoir renversé le sénateur Martin Malave Dilan lors de la primaire du Parti démocrate en 2018. Elle attire l'attention des médias nationaux pour son soutien aux droits des travailleuses du sexe notamment. Elle est membre des Socialistes démocrates d'Amérique et devient la première membre de l'organisation à siéger à l'Assemblée législative de l'État de New York. 

## Enfance et études
Salazar née à Miami le 30 décembre 1990,,. Sa mère est citoyenne américaine de naissance et son père est un Colombien naturalisé citoyen américain. Ses parents ont divorcé pendant son enfance. Salazar explique avoir été élevée dans une « maison conservatrice » et être enregistrée à 18 ans comme républicaine. 
Salazar étudie à l'université Columbia, mais déclare au New York Times qu'elle n'a pas obtenu de diplôme. Pendant son séjour à Columbia, Salazar était pro-vie et membre de groupes d’étudiants chrétiens pro-israéliens,,. Après ses études, elle fait campagne pour une législation sur la responsabilité de la police.

## Campagne du Sénat de l'État de New York 2018
En avril 2018, Salazar annonce sa candidature au Sénat pour le 18e district du Sénat de l'État de New York, contre le sénateur sortant Martin Malave Dilan (en) à la primaire démocrate,,.
Sa campagne attire l'attention après la première victoire d'Alexandria Ocasio-Cortez dans le 14e district du Congrès de New York . Elle est approuvée par Our Revolution, les socialistes démocrates américains, Cynthia Nixon et par Ocasio-Cortez elle-même,.
Le 13 septembre 2018, Salazar bat Dilan pour la nomination du parti démocrate. Elle est élue sans opposition aux élections générales du 6 novembre,.
Le 11 septembre 2018, Salazar accuse David Keyes (en), alors porte-parole du Premier ministre israélien Benyamin Netanyahou, d'agression sexuelle, affirmant qu'elle prend de vitesse la publication d'un article à son sujet dans le Daily Caller,,,.

## Positions politiques
Salazar est une socialiste démocrate autoproclamée, membre des Démocrates socialistes d'Amérique, Elle soutient le contrôle des loyers universels à New York, la dépénalisation de la prostitution,, l'assurance-maladie pour tous, la suppression de la législation sur l’immigration et les formalités douanières et l’accès aux services d’avortement. Elle déclare également qu'elle soutient le mouvement Boycott, Désinvestissement et Sanctions, qui préconise le boycott de marchandises provenant d'Israël tant que se poursuivra la colonisation de la Palestine. Salazar soutient la loi de 2019 aux États-Unis sur la stabilité du logement et la protection des locataires. Elle défend, pendant la pandémie de Covid-19, une proposition de loi sur la suspension des loyers durant la période d’état d’urgence, des dizaines de millions d’Américains risquant l’expulsion en raison de la diminution de leurs revenus. 
Salazar voit les socialistes démocrates comme ceux qui reconnaissent le capitalisme comme un système intrinsèquement oppressif et exploiteur et qui s'emploient activement à le démanteler en faveur d'un système économique socialiste. En opposant les progressistes aux socialistes démocrates, elle identifie les progressistes comme ceux qui proposent des solutions palliatives dans le capitalisme sans préconiser de changer le système. Cependant, elle souligne le chevauchement entre les deux groupes en ce qui concerne les objectifs politiques à court terme.
Elle soutient Bernie Sanders pour la primaire de 2020.